# Château de Givry
Le château de Givry est un château situé à Bresnay, en France.

## Localisation
Le château est situé sur la commune de Bresnay, dans le département de l'Allier, en région Auvergne-Rhône-Alpes. Il est situé un peu à l'écart du village.

## Description
Le château est un ancien manoir en équerre, doté d’une tour en ruine en façade et d’une seconde tour à lanternon, il a été remanié à la Renaissance, ainsi que l'attestent ses hautes fenêtres[source insuffisante],[source insuffisante].

## Historique
En août 1411, l'écuyer Jehan de Saligny fait aveu au duc de Bourbon pour son « hostel du Grand Givry », ainsi que pour la motte de Vic à Saint-Gérand-le-Puy. Givry appartenait en 1560 au sieur de Fougis. En 1625, la seigneurie fut réunie à Fourchaud, à Besson, au Breuil et à La Fourstilhe. La famille Hugon de Fourchaud le fit passer à une branche cadette. En 1683, l'un de ses membres, Pierre, seigneur de Givry et de Pouzy, était maître d'hôtel ordinaire de la Dauphine. Cette branche le garda au moins jusqu'en 1725. Aux XVIIe et XVIIIe siècles, les seigneurs de Givry sont bien présents dans la paroisse : ils apparaissent dans les actes et sont des bienfaiteurs de l'église.